# 本弗雷哈
35°41′36″N 0°25′09″W / 35.69333°N 0.41917°W

本弗雷哈（阿拉伯语：‎），是阿爾及利亞的城鎮，位於該國西北部奧蘭省，由格迪耶勒區負責管轄，面積69平方公里，2009年人口23,254，人口密度每平方公里336人。